# La Noë-Blanche
Noë-Blanche (bret. Ar Wazh-Wenn) – miejscowość i gmina we Francji, w regionie Bretania, w departamencie Ille-et-Vilaine.
Według danych na rok 1990 gminę zamieszkiwały 862 osoby, a gęstość zaludnienia wynosiła 37 osób/km² (wśród 1269 gmin Bretanii Noë-Blanche plasuje się na 633. miejscu pod względem liczby ludności, natomiast pod względem powierzchni na miejscu 417.).